# Jean Aurenche
Pour les articles homonymes, voir Aurenche.
Jean Aurenche, né le 11 septembre 1903 à Pierrelatte en Drôme provençale et mort le 29 septembre 1992 à Bandol, est un scénariste et un dialoguiste. Auteur du scénario de près de 80 films, il a collaboré avec Pierre Bost, Marcel Carné, Claude Autant-Lara, Jean Delannoy, René Clément et, plus tard, Bertrand Tavernier.

## Les débuts
Jean-Marie Louis Charles Philippe Aurenche est né le 11 septembre 1903 à Pierrelatte, en Drôme provençale.
Dans les années 1930, Jean Aurenche travaille dans la publicité. Il fréquente les surréalistes (sa sœur Marie Berthe a épousé Max Ernst) mais aussi le groupe théâtral Octobre. Il se lie d'amitié avec Jean Anouilh et les frères Prévert, Jacques et Pierre. Il écrit le scénario d'un court métrage de ce dernier, Monsieur Cordon (1933), premier titre d'une filmographie de scénariste et de dialoguiste qui va s'enrichir de plus de soixante longs-métrages en un demi-siècle de carrière. Il réalise également vers 1933 avec Pierre Charbonnier, deux courts-métrages documentaires intitulés Pirates du Rhône et Bracos de Sologne. Le premier scénario de long-métrage étant l'adaptation d'un vaudeville, Vous n'avez rien à déclarer ? (1936), réalisé par Léo Joannon. Suivent, entre autres, L'Affaire du courrier de Lyon (1936) de Maurice Lehmann et Claude Autant-Lara, L'Affaire Lafarge (1938) de Pierre Chenal, Hôtel du Nord (1938) de Marcel Carné, L'Émigrante (1939) de Léo Joannon et Le Mariage de Chiffon (1941) d'Autant-Lara.

## Aurenchébost
En 1942, avec Douce (réalisé par Autant-Lara), Aurenche entame une fructueuse collaboration avec l'écrivain et journaliste Pierre Bost, né à Lasalle, qui cosigne avec lui les dialogues du film. Associés à l'écriture de plus de trente films des années 1940 à 1960, Aurenche conduit le récit dans ses moindres détails, Bost en rédige les dialogues. Le tandem travaille en particulier avec Claude Autant-Lara pour Le Diable au corps (1947), L'Auberge rouge (1951), Le Rouge et le Noir (1954), La Traversée de Paris (1956), Le Franciscain de Bourges (1967), avec Jean Delannoy pour La Symphonie pastorale (1946), Dieu a besoin des hommes (1950), Chiens perdus sans collier (1955) et avec René Clément pour Au-delà des grilles (1950), Jeux interdits (1952) et Gervaise (1955).

## La charge de Truffaut
En 1954, notamment François Truffaut, qui a alors 22 ans, écrit dans les Cahiers du cinéma un article retentissant contre le cinéma français de la « Tradition de la Qualité » et du « réalisme psychologique », qui a succédé au « réalisme poétique » dont Prévert était le porte-flambeau : et c'est d'Aurenche et de Bost qu'il fait ses têtes de turc pour le fustiger.
Truffaut, par ailleurs élogieux sur les « excellents petits romans » de Pierre Bost, leur reproche pêle-mêle d´être les responsables d'un cinéma de scénaristes, dans lequel la création cinématographique est abandonnée, la tâche du réalisateur se limitant à la pose des « cadrages savants, éclairages compliqués, photo léchée » de la tradition de la qualité pour coller à leur texte ; de non seulement se cantonner à l'adaptation d'oeuvres littéraires, mais de les trahir en dénaturant leur portée ; de théoriser cette trahison par le « procédé de l'équivalence » (certaines scènes de roman ne sont pas tournables et il faut les remplacer par des scènes qui le sont) ; et de mettre tout ceci au service d´éléments racoleurs comme le blasphème ou la haine du bourgeois. Pour sa charge, Truffaut s'appuie notamment sur les deux scénarios dialogués du Journal d'un curé de campagne de Bernanos, celui d'Aurenche et Bost, que Bernanos avait refusé (notamment pour blasphème), et celui du film de Robert Bresson, fidèle au roman.
Et Truffaut d'opposer à ce cinéma de scénaristes le cinéma des auteurs de leurs films que sont Jean Renoir, Robert Bresson, Jacques Becker, Max Ophüls, Jacques Tati, etc.
L'article est considéré comme l'annonciateur de la Nouvelle Vague, dont les jeunes cinéastes reprendront à leur compte ces attaques : Aurenche et Bost voient leur prestige sérieusement mis à mal au fil des années 1960.

## La collaboration avec Tavernier
Ils reviendront pourtant au premier plan, notamment grâce à Bertrand Tavernier qui les associe à son adaptation d’un roman de Simenon, L'Horloger d'Everton, dont il tire L'Horloger de Saint-Paul (1974). Aurenche continuera seul avec Que la fête commence (1975), Le Juge et l'Assassin (1976) — dont l'idée revient aussi à Bost — et Coup de torchon (1981), tous trois de Tavernier qui, en 1984, adapte en outre un roman de Pierre Bost, Monsieur Ladmiral va bientôt mourir, sous le titre Un dimanche à la campagne (1984). Jean Aurenche a signé en 1987 ses derniers scénarios, De guerre lasse de Robert Enrico, Le Palanquin des larmes de Jacques Dorfmann et L'Étoile du Nord de Pierre Granier-Deferre.

## Hommages
Depuis la disparition de Jean Aurenche, Anne et Alain Riou lui ont consacré le livre d'entretiens La Suite à l'écran (éditions Actes Sud) qui couvre toute sa carrière. Bertrand Tavernier lui a également rendu hommage en 2001 dans le film Laissez-passer, qui suit les parcours croisés de Jean Aurenche et Jean Devaivre sous l'Occupation. Le rôle de Jean Aurenche est tenu par Denis Podalydès.
En 2010, un documentaire intitulé Jean Aurenche, écrivain de cinéma (d'Alexandre Hilaire et Yacine Badday) lui est consacré. À partir du César du meilleur scénario que Jean Aurenche a reçu en 1976 pour Que la fête commence de Bertrand Tavernier, ce documentaire évoque son travail sur un grand nombre de films (La Traversée de Paris, Jeux Interdits, L'horloger de Saint-Paul, Le Juge et l'Assassin...) et l'évolution du rôle du scénariste dans le cinéma français. Jean-Pierre Mocky, Alain Riou, Jean-Marie Poiré, Paul Vecchiali, Claude de Givray et Bertrand Tavernier interviennent dans ce film.

## Filmographie
- 1933 : Monsieur Cordon de Pierre Prévert : scénario
- 1937 : Les Dégourdis de la 11e de Christian-Jaque : dialogue
- 1937 : Vous n'avez rien à déclarer ? de Léo Joannon
- 1937 : L'Affaire du courrier de Lyon de Maurice Lehmann et Claude Autant-Lara : scénario
- 1937 : Le Gagnant (film, 1937) (moyen métrage) : scénario
- 1938 : L'Affaire Lafarge de Pierre Chenal : histoire
- 1938 : Le Ruisseau de Maurice Lehmann  et Claude Autant-Lara : adaptation
- 1938 : Hôtel du Nord de Marcel Carné : adaptation
- 1939 : La Tradition de minuit de Roger Richebé : scénario
- 1940 : Cavalcade d'amour de Raymond Bernard : dialogues et scénario
- 1940 : L'Émigrante de Léo Joannon : histoire
- 1940 : L'Héritier des Mondésir d'Albert Valentin : histoire
- 1941 : Madame Sans-Gêne de Roger Richebé : adaptation
- 1942 : Le Moussaillon de Jean Gourguet : dialogue
- 1942 : Romance à trois de Roger Richebé : adaptation
- 1942 : Le Mariage de Chiffon de Claude Autant-Lara : adaptation
- 1942 : Défense d'aimer de Richard Pottier : dialogue
- 1942 : Huit Hommes dans un château de Richard Pottier : adaptation
- 1942 : Lettres d'amour de Claude Autant-Lara : adaptation, dialogues
- 1943 : L'Épouvantail de Paul Grimault : histoire
- 1943 : Domino de Roger Richebé : adaptation
- 1943 : Douce de Claude Autant-Lara : adaptation et dialogues
- 1943 : Adrien de Fernandel : dialogues et scénario
- 1944 : Le Voleur de paratonnerres de Paul Grimault : sur une idée de
- 1944 : Le Voyageur sans bagage de Jean Anouilh
- 1944 : Les Petites du quai aux fleurs de Marc Allégret : scénario
- 1946 : Sylvie et le Fantôme de Claude Autant-Lara
- 1946 : Les J3 de Roger Richebé : adaptation
- 1946 : La Symphonie pastorale de Jean Delannoy : adaptation et dialogue
- 1947 : Le Diable au corps de Claude Autant-Lara
- 1947 : Les Amants du pont Saint-Jean d'Henri Decoin : scénario
- 1949 : Au-delà des grilles ou Trois jours d'amour (Le Mura di Malapaga) de René Clément : adaptation et dialogues
- 1949 : Occupe-toi d'Amélie de Claude Autant-Lara : dialogue et scénario
- 1950 : Dieu a besoin des hommes de Jean Delannoy : scénario
- 1951 : Gibier de potence de Roger Richebé : scénario
- 1951 : L'Auberge rouge de Claude Autant-Lara : scénario, adaptation et dialogues
- 1952 : Les 7 péchés capitaux : segments La Luxure de Yves Allégret, L'Orgueil de Claude Autant-Lara et Huitième pêché de Georges Lacombe : scénario
- 1952 : Jeux interdits de René Clément : scénario, dialogue
- 1953 : Les Orgueilleux d'Yves Allégret
- 1954 : Le Blé en herbe de Claude Autant-Lara : adaptation et dialogue
- 1954 : Destinées (segment Jeanne) de Jean Delannoy
- 1954 : Mam'zelle Nitouche d'Yves Allégret
- 1954 : Le Rouge et le Noir de Claude Autant-Lara
- 1955 : Chiens perdus sans collier de Jean Delannoy : histoire et scénario
- 1956 : Gervaise de René Clément
- 1956 : La Traversée de Paris de Claude Autant-Lara : dialogue et scénario
- 1956 : Notre Dame de Paris de Jean Delannoy
- 1958 : En cas de malheur de Claude Autant-Lara : scénario
- 1958 : Le Joueur de Claude Autant-Lara : dialogues
- 1959 : La Femme et le Pantin de Julien Duvivier
- 1959 : Le Chemin des écoliers de Michel Boisrond
- 1959 : La Jument verte de Claude Autant-Lara : scénario
- 1961 : Tu ne tueras point de Claude Autant-Lara : scénario
- 1964 : Les Amitiés particulières de Jean Delannoy : dialogues
- 1965 : Le Journal d'une femme en blanc de Claude Autant-Lara : adaptation
- 1966 : Paris brûle-t-il ? de René Clément : scénario
- 1967 : Le Plus Vieux Métier du monde - segment Aujourd'hui - de Claude Autant-Lara et Philippe de Broca : scénario
- 1968 : Le Franciscain de Bourges de Claude Autant-Lara : scénario
- 1969 : Les Patates de Claude Autant-Lara : scénario
- 1974 : L'Horloger de Saint-Paul de Bertrand Tavernier : scénario
- 1975 : Que la fête commence de Bertrand Tavernier : scénario
- 1976 : Le Juge et l'Assassin de Bertrand Tavernier : scénario
- 1981 : La Dame aux camélias (La storia vera della signora delle camelie) de Mauro Bolognini : histoire
- 1981 : Coup de torchon de Bertrand Tavernier : scénario
- 1982 : L'Étoile du Nord de Pierre Granier-Deferre : adaptation et dialogue
- 1987 : Fucking Fernand de Gérard Mordillat
- 1987 : De guerre lasse de Robert Enrico : scénario et dialogues
- 1989 : La Passion de Bernadette de Jean Delannoy

## Récompenses et distinctions
- Césars 1976 : César du meilleur scénario original ou adaptation pour Que la fête commence...
- Césars 1977 : César du meilleur scénario original ou adaptation pour Le Juge et l'Assassin
- Césars 1982 : nomination au César du meilleur scénario original ou adaptation pour Coup de torchon
- Césars 1983 : César du meilleur scénario original ou adaptation pour L'Étoile du Nord

## Documentaires
- 1989 : Jean Aurenche, profession scénariste (de Michel Fessler / FR3 Lyon)
- 2009 : Jean Aurenche, écrivain de cinéma (d'Alexandre Hilaire et Yacine Badday / Ciné Cinéma & RTV)